# Ядерный рассвет
«Я́дерный рассве́т» (англ. By Dawn’s Early Light) — телефильм компании HBO. Экранизация повести Уильяма Прокноу «Дитя Тринити».

## Сюжет
Сюжет фильма рассматривает возможный сценарий Третьей мировой войны. В результате политической нестабильности, возникшей в СССР, группа военных завладела тактической ракетой с ядерной боеголовкой и сымитировала ядерный удар сил НАТО по советской территории.
В результате срабатывания автоматики произведён ответный запуск нескольких МБР по территории США. Руководство СССР посылает запоздалое сообщение президенту США о том, что произошла ошибка. Одна из советских ракет наносит удар по Вашингтону. Президент США получает сообщение и не успевает улететь из столицы. Его вертолёт терпит бедствие, сам президент ослеп из-за вспышки взрыва, но остался жив.
Высшее руководство США, включая госсекретаря, полагает, что президент погиб. Министр внутренних дел становится де-факто главой государства и в условиях военного времени действует под кодовым именем «Кондор». По его мнению, теперь необходимо осуществить массированное возмездие и нанести насколько возможно больший ущерб Советскому Союзу всеми имеющимися у США видами оружия. Все компоненты ядерной триады получают приказ об атаке. На борту одного из стратегических бомбардировщиков возникает перепалка по поводу того, выполнять или не выполнять страшный приказ…

## В ролях
- Пауэрс Бут — Майор Кэссиди
- Ребекка ДеМорнэй — Капитан Моро
- Джеймс Эрл Джонс — Элис
- Мартин Ландау — Президент США
- Даррен Макгейвин — Кондор
- Рип Торн — Фарго
- Джеффри ДэМанн — Гарпун
- Питер МакНикол — Сэджвик
- Николас Костер — Генерал Икарус

## Интересные факты
- Оригинальное название фильма является цитатой из первой строки гимна США O say, can you see, by the dawn’s early light
- Слоган картины: «Four People. Three Minutes. Two Choices. One Chance For Survival.»
- Фильм стал одним из последних перед распадом Советского Союза, в котором в центре сюжета была Третья мировая война, произошедшая в результате Холодной войны между США и СССР[1].
- Пауэрс Бут годом ранее снялся в советской киноэпопее «Сталинград», сыграв там роль генерала Чуйкова.

## Награды и номинации
- Актёр Джеймс Эрл Джонс номинировался на премию Эмми в категории Лучшее исполнение роли второго плана в мини-сериале[2].
- Картина получила премию Matte World Digital в номинации Выдающиеся спец-эффекты[1][2].